# Maria Anna Adamberger

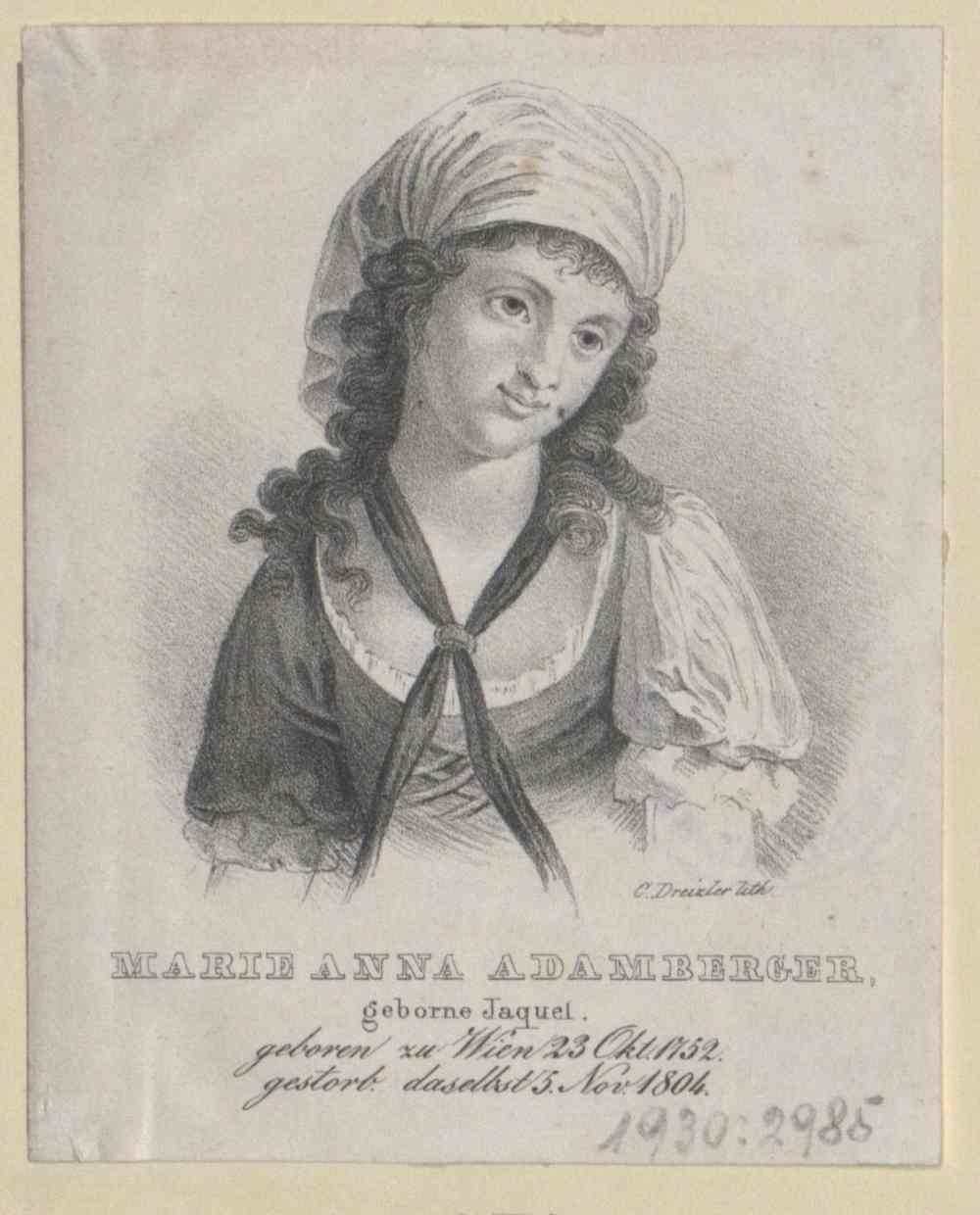
Maria Anna Adamberger

Maria Anna Margaretha Barbara Adamberger, geborene Jacquet (23. Oktober 1752 in Nürnberg – 5. November 1804 in Wien) war eine österreichische Theaterschauspielerin.

## Leben
Adamberger war durch ihren Vater Karl Jacquet schon früh für die Bühne bestimmt. Bereits 1760 spielte sie am Hoftheater Kinderrollen. 1768 wurde sie Mitglied der Hofbühne. Zuerst versuchte sie sich im tragischen Fach, aber wechselte dann über zur Naiven. Sie spielte an der Hofbühne bis 1798. Am 22. Februar 1804 betrat sie zum letzten Mal die Bühne, danach ging sie in den Ruhestand und starb am 5. November 1807.
Ihr Bild wurde auf Befehl Kaiser Josefs in die Ehrengalerie des Hofburgtheaters aufgenommen.
Ihr Vater war der Schauspieler Karl J. Jacquet (* 1726 in Wien; † 19. Januar 1813 ebenda), ihre Schwester Katharina Jacquet. Sie war ab 1781 mit dem Hofschauspieler und Sänger Josef Valentin Adamberger verheiratet. Ihre Tochter Antonie Adamberger wurde ebenfalls Schauspielerin.